# La nuova Babele
La nuova Babele (The Tower of Babel) è un romanzo thriller di Morris West, pubblicato nel 1968.
The Tower of Babel è stato tradotto in spagnolo, tedesco, giapponese, islandese, afrikaans, svedese, portoghese, norvegese, olandese, francese, cinese, danese, ebraico, oltre che in italiano.

## Trama
Nell'ottobre 1966 gli incidenti di confine tra Israele, Siria e Giordania sono in continua crescita. Un'alleanza tra Siria, Egitto e Iraq prevede l'entrata in guerra contro Israele, qualora questo Paese si renda responsabile di un casus belli. A complicare la situazione è la posizione della Giordania, filo-occidentale e non in urto con Israele, ma incapace di tenere a bada i rifugiati palestinesi e soprattutto l'OLP. In questo scenario che prelude alla guerra dei sei giorni, si sviluppano le vicende di uomini e donne, ciascuno dei quali è impegnato in battaglie di ordine sia politico, sia privato.
Jakov Baratz, capo dei servizi segreti israeliani, è il superiore di un agente a Damasco, a sua volta a capo di una rete spionistica infiltrata in un paese particolarmente ostile. L'uomo, Adom Ronen, sotto l'identità di Selim Fathalla, è un israeliano di origine irachena, cosa che lo agevola nella pericolosa missione. Ma Fathalla, dopo aver preso le febbri malariche, si è messo in ulteriori pericoli con il suo delirio e solo la dedizione di un medico, Bitar, e di una donna, Emilie Ayub, ha allontanato, sia pure di poco, la scoperta della rete di informazione. Già in precedenza, il potente Omar Safreddin, della sicurezza in Siria, aveva catturato una spia israeliana, Eli Cohen, e il trattamento subito era un monito costante per Baratz e Fathalla.
Subito dopo la guarigione, Fathalla invia un messaggio a Baratz, chiedendo di trattare il suo divorzio dalla moglie polacco-israeliana, Yehudith, una scultrice. Fathalla vuole inoltre ritirarsi e cerca il modo di affidare la rete a qualcuno. Le sue trasmissioni cifrate via radio sono già da tempo oggetto di ricerca da parte di Safreddin, che lo sospetta, ma ancora non ha sufficienti prove per colpirlo. Le alte sfere siriane hanno organizzato un'operazione in Giordania che mira alla nomina di nuovi ufficiali nella corte Hashemita e alla soppressione del re Hussein. Questa informazione è in mano anche di un attivista dell'OLP, Idris Jarrah, che la vende al banchiere Nuri Chakry di Beirut.
Chakry è il proprietario della Banca Fenicia, istituto che si trova in cattive acque. Ottenuta l'informazione da Jarrah, riesce a passarla in modo altamente redditizio a più referenti (tra i quali anche un funzionario kuwaitiano. Per queste ragioni, anch'egli entra nelle indagini di Safreddin, alle quali si sottrae con la complicità di un falsario tedesco, Heinrich Muller, che gli procura i documenti per lasciare il Libano e attendere a Parigi la sorte: se gli chiuderanno la banca, con confisca di tutti i suoi beni, già è pronto per fuggire in Brasile con somme che ha potuto stornare. Il piano di Chakry ha successo: non così per Jarrah che, trovatosi bloccato nella parte giordana di Gerusalemme, tenta più volte la fuga, ma finisce nelle mani dell'OLP. Lungamente torturato, muore dopo un terribile calvario.
Nel frattempo Fathalla ha voluto associare Emilie Ayub alla sua attività, allargando enormemente il rischio che già sta correndo. Baratz ha ottenuto per lui il divorzio e ora Selim vuole sposare Emilie, dopo che entrambi sono fuggiti. Ma Safreddin, coadiuvato da un ufficiale molto competente, il capitano Shabibi, individua le fonti di trasmissione e intercetta i codici, che vengono decifrati dagli esperti. All'inevitabile resa dei conti, Safreddin cattura Emilie e Bitar. La donna è stata brutalmente picchiata. Bitar, di fronte al fatto che Safreddin non li risparmierà mai, schiaccia due pillole di veleno istantaneo, una per sé, l'altra per lei. E Fathalla è scomparso.
La vicenda si conclude con la ricomparsa in Israele di Fathalla/Ronen, ferito e stordito, ma vivo. Baratz, la cui moglie Hannah è impazzita e ricoverata in ospedale psichiatrico, con pochissime speranze di guarigione, si era innamorato di Yehudith, ricambiato. Eppure i due non sembrano avere un futuro, giacché, nonostante l'infelicità coniugale e il divorzio, è altamente probabile che Yehudith voglia assistere l'ex marito. Liebermann, medico di Hannah e grande amico di Baratz, lo aiuta a superare il difficile momento e a sperare in qualche miglioramento da parte di Hannah.

## Personaggi
- Jakov Baratz, capo dei servizi segreti israeliani;
- Franz Liebermann, medico e amico di Baratz;
- Hannah, moglie di Baratz, ricoverata in ospedale psichiatrico e in cura da Liebermann;
- Yehudith Ronen, scultrice, moglie di Selim/Adom;
- Adom Ronen, infiltrato israeliano nei servizi segreti siriani come Selim Fathalla;
- dottor Bitar, medico di Damasco;
- Emilie Ayub, donna di Selim, francese e cristiana;
- Omar Safreddin, alto funzionario siriano;
- capitano Shabibi, giovane intelligente, diviene il pupillo di Safreddin;
- Idris Jarrah, agente dell'OLP;
- Nuri Chakry, banchiere di Beirut;
- Mark Matheson, esperto economista, alle dipendenze di Chakry;
- Heinrich Muller, archeologo dilettante, in realtà falsario tedesco rifugiato in Libano e amico di Chakry;
- Lew Mortimer, banchiere libanese, avversario di Chakry;

## Edizioni in italiano
- Morris West, La nuova Babele, traduzione di Paola Forti, A. Mondadori, Milano 1968
- Morris West, La nuova Babele, traduzione di Paola Forti, nota introduttiva di Ferruccio Folkel, A. Mondadori, Milano 1981
- Morris West, La nuova babele: romanzo, traduzione di Paola Forti, TEA, Milano 1995